# Gran Premio d'Italia 1951
Il Gran Premio d'Italia 1951 è stata la settima prova della stagione 1951 del campionato mondiale di Formula 1. La gara si è corsa domenica 16 settembre sul circuito di Monza ed è stata vinta dall'italiano Alberto Ascari su Ferrari, al secondo successo in carriera; Ascari ha preceduto all'arrivo uno dei suoi compagni di squadra, l'argentino José Froilán González, e gli altri italiani Felice Bonetto, al primo podio in carriera, e Nino Farina con guida condivisa su Alfa Romeo.
Questo Gran Premio segna l'ultima gara in Formula 1 per il pilota francese Pierre Levegh.

## Vigilia

### Analisi per il campionato
L'argentino Juan Manuel Fangio guida la classifica con 10 punti di vantaggio sull'italiano Alberto Ascari. Per vincere il mondiale con una gara di anticipo deve necessariamente terminare in prima posizione.

### Aspetti sportivi

I box Ferrari durante le prove

Il Gran Premio rappresenta il settimo appuntamento stagionale a distanza di sette settimane dalla disputa del Gran Premio di Germania, sesta gara del campionato. La tappa italiana si corre dopo il Gran Premio di Albi, il Circuito di Pescara e il Gran Premio di Bari, tre gare extra calendario tenute tra il 5 agosto e il 2 settembre.
Tra le squadre ufficiali partecipano alla gara la Scuderia Ferrari, con quattro 375 guidate da Alberto Ascari, Luigi VIlloresi, José Froilán González e Piero Taruffi, l'Alfa Romeo, con altrettante 159 guidate da Nino Farina, Juan Manuel Fangio, Toulo de Graffenried e Felice Bonetto, la British Racing Motors, con due Type 15 guidate da Reg Parnell e Ken Richardson — alla sua unica gara in Formula 1 —, l'esordiente italiana Automobili OSCA, con una OSCA 4500G guidata da Franco Rol, e l'Equipe Gordini, con tre Simca-Gordini T15 guidate da Maurice Trintignant, Robert Manzon e André Simon.
Tra le squadre private erano presenti la Écurie Espadon, con Rudi Fischer alla guida di una Ferrari 212, la Écurie Rosier, con Louis Rosier e Louis Chiron rispettivamente alla guida di una Talbot-Lago T26C-DA e di una Talbot-Lago T26C, la Écurie Belge, con Johnny Claes su una T26C-DA, e la Écurie Belgique, con Jacques Swaters su una T26C.
Alla gara erano presenti anche i piloti privati Pierre Levegh e Yves Giraud-Cabantous su Talbot-Lago T26C, Peter Whitehead su Ferrari 125 e il brasiliano esordiente Chico Landi, su Ferrari 375.

## Qualifiche

### Resoconto
L'Alfa Romeo, grazie alle prime due piazzole occupate da Juan Manuel Fangio e Nino Farina, conquista la nona e ultima doppietta in qualifica.

### Risultati
Nella sessione di qualifica si è avuta questa situazione:
| Pos | Nº | Pilota                | Costruttore        | Tempo       | Griglia |
| --- | -- | --------------------- | ------------------ | ----------- | ------- |
| 1   | 38 | Juan Manuel Fangio    | Alfa Romeo         | 1'53"2      | 1       |
| 2   | 34 | Nino Farina           | Alfa Romeo         | 1'53"9      | 2       |
| 3   | 2  | Alberto Ascari        | Ferrari            | 1'55"1      | 3       |
| 4   | 6  | José Froilán González | Ferrari            | 1'55"9      | 4       |
| 5   | 4  | Luigi Villoresi       | Ferrari            | 1'57"9      | 5       |
| 6   | 8  | Piero Taruffi         | Ferrari            | 1'58"2      | 6       |
| 7   | 40 | Felice Bonetto        | Alfa Romeo         | 1'58"3      | 7       |
| 8   | 30 | Reg Parnell           | BRM                | 2'02"2      | 8       |
| 9   | 36 | Toulo de Graffenried  | Alfa Romeo         | 2'05"2      | 9       |
| 10  | 32 | Ken Richardson        | BRM                | 2'05"6      | 10      |
| 11  | 48 | André Simon           | Simca-Gordini      | 2'08"0      | 11      |
| 12  | 50 | Maurice Trintignant   | Simca-Gordini      | 2'08"9      | 12      |
| 13  | 46 | Robert Manzon         | Simca-Gordini      | 2'09"0      | 13      |
| 14  | 24 | Yves Giraud-Cabantous | Talbot-Lago-Talbot | 2'09"3      | 14      |
| 15  | 18 | Louis Rosier          | Talbot-Lago-Talbot | 2'10"8      | 15      |
| 16  | 12 | Chico Landi           | Ferrari            | 2'11"2      | 16      |
| 17  | 20 | Louis Chiron          | Talbot-Lago-Talbot | 2'12"1      | 17      |
| 18  | 44 | Franco Rol            | OSCA               | 2'13"4      | 18      |
| 19  | 16 | Peter Whitehead       | Ferrari            | 2'16"2      | 19      |
| 20  | 22 | Pierre Levegh         | Talbot-Lago-Talbot | 2'16"5      | 20      |
| 21  | 26 | Johnny Claes          | Talbot-Lago-Talbot | 2'18"6      | 21      |
| 22  | 28 | Jacques Swaters       | Talbot-Lago-Talbot | 2'18"8      | 22      |
| 23  | 14 | Rudi Fischer          | Ferrari            | senza tempo | –       |

## Gara

### Resoconto

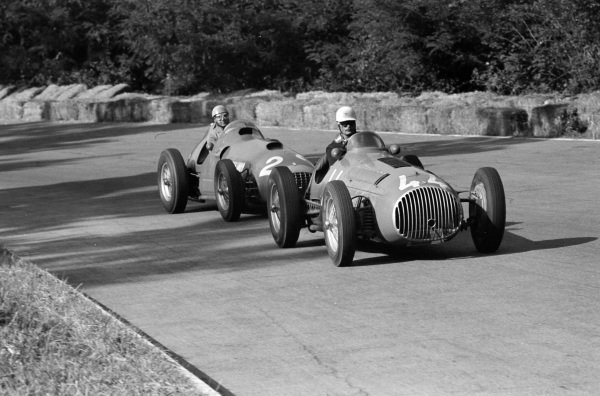
Franco Rol e Alberto Ascari durante la gara

Alla partenza Juan Manuel Fangio va in testa ma dopo pochi giri deve lasciar passare Alberto Ascari. Ma l'argentino non molla e torna al comando poco prima del cambio gomme. Nino Farina e Toulo de Graffenried si ritirano presto ma l'italiano torna in gara con la vettura di Felice Bonetto. Questo lascia José Froilán González in seconda piazza. Fangio prova a riprendere le due Ferrari ma il suo motore va in fumo e Farina riesce ad arrivare terzo, passando Luigi Villoresi. La sua Alfa è molto veloce ma il poco carburante lo costringe a fare 3 pit stop.
La vittoria di Ascari lo porta a due punti dalla testa del mondiale Fangio, mentre González si trova in terza posizione a quattro punti dall'italiano.
La Ferrari, grazie al primo posto del milanese e al secondo dell'arrecifeño, conquista la sua prima doppietta.

### Risultati
I risultati del Gran Premio sono i seguenti:
| Pos | Nº | Pilota                     | Costruttore        | Giri | Tempo/Ritiro          | Griglia | Punti |
| --- | -- | -------------------------- | ------------------ | ---- | --------------------- | ------- | ----- |
| 1   | 2  | Alberto Ascari             | Ferrari            | 80   | 2h42'39"3             | 3       | 8     |
| 2   | 6  | José Froilán González      | Ferrari            | 80   | +44"6                 | 4       | 6     |
| 3   | 40 | Felice Bonetto Nino Farina | Alfa Romeo         | 79   | +1 giro               | 7       | 2 3   |
| 4   | 4  | Luigi Villoresi            | Ferrari            | 79   | +1 giro               | 5       | 3     |
| 5   | 8  | Piero Taruffi              | Ferrari            | 78   | +2 giri               | 6       | 2     |
| 6   | 48 | André Simon                | Simca-Gordini      | 74   | +6 giri               | 11      |       |
| 7   | 18 | Louis Rosier               | Talbot-Lago-Talbot | 73   | +7 giri               | 15      |       |
| 8   | 24 | Yves Giraud-Cabantous      | Talbot-Lago-Talbot | 72   | +8 giri               | 14      |       |
| 9   | 44 | Franco Rol                 | OSCA               | 67   | +13 giri              | 18      |       |
| Rit | 38 | Juan Manuel Fangio         | Alfa Romeo         | 39   | Motore                | 1       |       |
| Rit | 50 | Maurice Trintignant        | Simca-Gordini      | 29   | Motore                | 12      |       |
| Rit | 46 | Robert Manzon              | Simca-Gordini      | 29   | Motore                | 13      |       |
| Rit | 20 | Louis Chiron               | Talbot-Lago-Talbot | 23   | Iniezione             | 17      |       |
| Rit | 22 | Pierre Levegh              | Talbot-Lago-Talbot | 9    | Motore                | 20      |       |
| Rit | 28 | Jacques Swaters            | Talbot-Lago-Talbot | 7    | Surriscaldamento      | 22      |       |
| Rit | 34 | Nino Farina                | Alfa Romeo         | 6    | Motore                | 2       |       |
| Rit | 26 | Johnny Claes               | Talbot-Lago-Talbot | 4    | Pompa dell'olio       | 21      |       |
| Rit | 36 | Toulo de Graffenried       | Alfa Romeo         | 1    | Compressore           | 9       |       |
| Rit | 16 | Peter Whitehead            | Ferrari            | 1    | Alternatore           | 19      |       |
| Rit | 12 | Chico Landi                | Ferrari            | 0    | Trasmissione          | 16      |       |
| NP  | 30 | Reg Parnell                | BRM                | 0    | Motore                | –       |       |
| NP  | 32 | Ken Richardson             | BRM                | 0    | Motore                | –       |       |
| NP  | 14 | Rudi Fischer               | Ferrari            | 0    | Incidente nelle prove | –       |       |

Nino Farina riceve un punto addizionale per aver segnato il giro più veloce della gara.

## Classifica mondiale
| Pos | Pilota                | Punti   |
| --- | --------------------- | ------- |
| 1   | Juan Manuel Fangio    | 27 (28) |
| 2   | Alberto Ascari        | 25      |
| 3   | José Froilán González | 21      |
| 4   | Nino Farina           | 17 (18) |
| 5   | Luigi Villoresi       | 15 (18) |
| 6   | Piero Taruffi         | 10      |
| 7   | Lee Wallard           | 9       |
| 8   | Mike Nazaruk          | 6       |
| 9   | Reg Parnell           | 5       |
| =   | Felice Bonetto        | 5       |
| 11  | Luigi Fagioli         | 4       |
| 12  | Louis Rosier          | 3       |
| =   | Consalvo Sanesi       | 3       |
| =   | Andy Linden           | 3       |
| 15  | Toulo de Graffenried  | 2       |
| =   | Yves Giraud-Cabantous | 2       |
| =   | Jack McGrath          | 2       |
| =   | Manny Ayulo           | 2       |
| =   | Bobby Ball            | 2       |